# Экономика Фарерских островов
После тяжелых экономических проблем в ранних 1990-х, спровоцированных падением в важнейшей отрасли — рыболовстве, а также низкий уровень менеджмента в экономике, Фарерские острова поднялись в последние годы, с падением безработицы до 5 % в середине 1998, и сохранением менее 3 % с 2006 года, что является одним из самых низких показателей в Европе. Тем не менее почти полная зависимость от рыболовства оставляет высокую уязвимость экономики. Жители Фарер рассчитывают расширить экономическую базу за счет строительства новых рыбо-перерабатывающих заводов. Нефть, найденная неподалёку от Фарерских островов, дает надежду на запасы в прямой доступности, что может заложить базу для длительного экономического процветания. Также немаловажными являются ежегодные субсидии от Дании, которые составляют до 15 % ВВП.
С 2000 года на Фарерских островах развиваются новые проекты информационных технологий и бизнеса для привлечения инвестиций. Результаты этих проектов пока ещё не известны, но они должны улучшить рыночную экономику Фарер.
Фарерские острова имеют один из самых низких показателей безработицы, однако это является не столько результатом восстановления экономики, сколько результатом того, что многие молодые люди переезжают в Данию и другие страны, как только они закончат школу. В результате остаются в основном люди среднего и старшего возраста, которым может просто не хватать умений и знаний, чтобы занимать должности в современных отраслях.

## Статистика
Фарерские банкноты, так же, как и датские, выпускаются достоинством 50, 100, 500 и 1000 крон. Собственных монет на островах не чеканят. Ходят датские монеты номиналом 25 и 50 эре (1 эре = 1/100 кроны), 1, 2, 5, 10 и 20 крон.
|    | Экспорт               | Импорт               |
| -- | --------------------- | -------------------- |
| 1. | Великобритания 24,0 % | Дания 29,9 %         |
| 2. | Норвегия 13,6 %       | Норвегия 18,5 %      |
| 3. | Дания 12,8 %          | Германия 7,9 %       |
| 4. | Испания 8,5 %         | Швеция 6,6 %         |
| 5. | Франция 7,4 %         | Великобритания 4,6 % |
| 6. | Германия 5,3 %        | Китай 3,6 %          |

Основная сельскохозяйственная продукция: молоко, картофель, продукция растениеводства, рыба, продукция овцеводства. Основная промышленная продукция: мороженая рыба, рыбные консервы, сувениры народных промыслов.
Производство электроэнергии — 269 млн кВт·ч (2008 г.) Фареры не производят топливо. В день закупается около 4,5 тысяч баррелей нефти.
Производство электричества по источникам:

Горючее топливо:
55,5 %

Водная энергия:
38,7 %

Атомная энергия:
0 %

Другие:
5,8 % (2008)